# Сакстон (Пенсільванія)
Сакстон (англ. Saxton) — місто (англ. borough) в США, в окрузі Бедфорд штату Пенсільванія. Населення — 726 осіб (2020).

## Географія
Сакстон розташований за координатами 40°12′46″ пн. ш. 78°14′49″ зх. д. / 40.21278° пн. ш. 78.24694° зх. д. (40.212708, -78.247061).  За даними Бюро перепису населення США в 2010 році місто мало площу 1,05 км², уся площа — суходіл.

## Демографія
Згідно з переписом 2010 року, у селищі мешкало 736 осіб у 346 домогосподарствах у складі 185 родин. Густота населення становила 699 осіб/км².  Було 392 помешкання (372/км²).
Расовий склад населення:
| - 98,4 % — білих - 0,4 % — чорних або афроамериканців - 0,3 % — корінних американців |

До двох чи більше рас належало 1,0 %. Частка іспаномовних становила 1,1 % від усіх жителів.
За віковим діапазоном населення розподілялося таким чином: 21,5 % — особи молодші 18 років, 62,2 % — особи у віці 18—64 років, 16,3 % — особи у віці 65 років та старші. Медіана віку мешканця становила 39,1 року. На 100 осіб жіночої статі у селищі припадало 78,6 чоловіків;  на 100 жінок у віці від 18 років та старших — 74,1 чоловіків також старших 18 років.
Середній дохід на одне домашнє господарство  становив 40 453 долари США (медіана — 35 000), а середній дохід на одну сім'ю — 45 259 доларів (медіана — 39 722). Медіана доходів становила 45 536 доларів для чоловіків та 33 056 доларів для жінок. За межею бідності перебувало 33,5 % осіб, у тому числі 40,2 % дітей у віці до 18 років та 20,4 % осіб у віці 65 років та старших.
Цивільне працевлаштоване населення становило 271 особа. Основні галузі зайнятості: освіта, охорона здоров'я та соціальна допомога — 32,8 %, виробництво — 19,9 %, роздрібна торгівля — 10,0 %, будівництво — 9,2 %.